# Pajęczynowiec wąskokonidiowy
Pajęczynowiec wąskokonidiowy (Botryobasidium medium J. Erikss.) – gatunek grzybów z typu podstawczaków (Basidiomycota).

## Systematyka i nazewnictwo
Pozycja w klasyfikacji według Index Fungorum: Botryobasidium, Botryobasidiaceae, Cantharellales, Incertae sedis, Agaricomycetes, Agaricomycotina, Basidiomycota, Fungi.
Po raz pierwszy opisał go w 1958 r. John Eriksson na opadłych igłach sosny i nadana przez niego nazwa naukowa jest aktualna. Polską nazwę zaproponował Władysław Wojewoda w 2003 r.

## Morfologia
Owocnik
Rozpostarty, rozproszony, o grubości 125–200(–250) µm, w stanie świeżym biały, w stanie suchym o barwie kości słoniowej. Hymenofor filcowaty.
Cechy mikroskopowe
Strzępki bazalne o szerokości 7,5–9(–15), szkliste do bladożółtych, grubościenne, dekstrynoidalne i silnie cyjanofilne. Strzępki powietrzne o szerokości 6–6,5 µm z lekko dekstrynoidalnymi i cyjanofilnymi ścianami, strzępki w subhymenium szkliste, cienkościenne, o szerokości (4–)5–6,5(–7) µm. Wszystkie strzępki ze sprzążkami na septach, bez inkrustacji. Cystyd brak. Podstawki cylindryczne, w środkowej części nieco węższe, ze sprzążkami u podstawy, o długości (10–)13–20(-22) µm i szerokości (5–)7,5–10 µm, cienkościenne, niedekstrynoidalne i lekko cyjanofilne, z 4–6 zakrzywionymi sterygmami o długości 4–6 µm i szerokości u podstawy 1,5–2,5 µm. Bazydiospory (9–)10–11,5(–13,5) × 5–6(–7) µm, szeroko wrzecionowate do łódkowatych, zwężone ku wierzchołkowi, szeroko zaokrąglone u podstawy, cienkościenne, gładkie, niedeksotrynoidalne i lekko cyjanofilne.

## Występowanie i siedlisko
Znane jest występowanie pajęczynowca wąskokonidiowego w Ameryce Północnej, Europie, Azji i Afryce. W Polsce w 2003 r. W. Wojewoda przytoczył dwa stanowiska, w późniejszych latach podano następne.
Nadrzewny grzyb saprotroficzny. Występuje w lasach iglastych na opadłym igliwiu jodły, świerka i sosny.